# 二碲化铼
二碲化铼是一种无机化合物，化学式为ReTe2，是铼的碲化物之一。它和混合碲化物ReTeS、ReTeSe一样，是一种间接能隙半导体。与二硫化铼、二硒化铼不同，它没有层状结构。

## 制备
二碲化铼可由碲粉和金属铼粉末反应得到：
Re + 2 Te → ReTe2